# Marek Příkazký
Marek Příkazký (* 2. dubna 1987 Hodonín) je český herec, od roku 2010 člen souboru Městského divadla Zlín a také zlínské cabaret-punkové kapely Franc Alpa, kde zpívá, píše texty a hraje na baskytaru.

## Život
Absolvoval Konzervatoř Brno a následně studoval činoherní herectví na Divadelní fakultě Janáčkovy akademie múzických umění v Brně (není však uveden v seznamu absolventů). V minulosti hrál v Moravském divadle Olomouc, od roku 2010 je členem souboru Městského divadla Zlín.
Proslavil se zejména rolí Jiřího Ovčáčka v satirických divadelních představeních Ovčáček čtveráček (2016) a Ovčáček miláček (2017), které uvedlo právě Městské divadlo Zlín. Jeho bratrem je taktéž herec Lukáš Příkazký.
Marek Příkazký je ženatý a má dceru Zitu.